# Adikhalamani

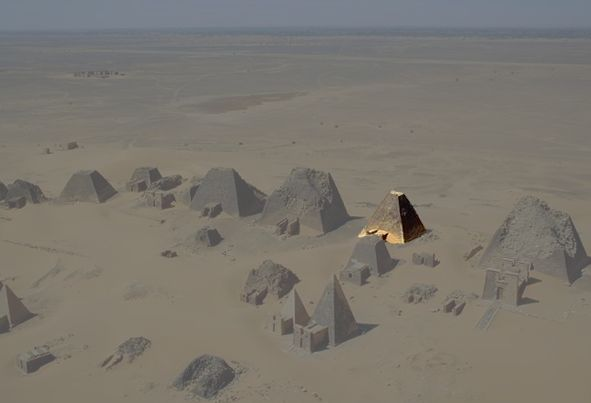
Pyramiden von Meroe mit Hervorhebung von Pyramide N9, die Adikhalamani zugeschrieben wird

Adikhalamani war ein nubischer König, der in dem Zeitraum um 207–186 v. Chr. regierte.
Adikhalamani ist von zwei Quellen bekannt. In dem Amun und Isis geweihten Tempel von Debod in Unternubien brachte er Inschriften an. Von dem König gibt es auch eine Stele aus Philae.
Der Tempel von Debod ist von Ptolemaios IV. begonnen worden. In seiner Regierungszeit fiel Oberägypten von den Ptolemäern ab, die meroitischen Könige drangen in Unternubien ein und beherrschten dieses Land. Die Revolte in Oberägypten konnte erst 186 v. Chr. niedergeschlagen werden.
Die Stele des Adikhalamani von Philae ist einer der letzten umfangreichen Texte eines nubischen Königs in ägyptischen Hieroglyphen. Seine Nachfolger benutzten stattdessen die meroitische Schrift.
Dem Herrscher ist die Pyramide Beg N9 in Meroe zugeschrieben worden, doch erscheint dort ein Tabirqa. Die Zuweisung bleibt daher unsicher.

## Titel
- Thronname: Titenre
- Eigenname: Adikhalamani